# Borys Finkel
Borys Arkadijowycz Finkel, ukr. Борис Аркадійович Фінкель, ros. Борис Аркадьевич Финкель, Boris Arkadjewicz Finkel (ur. 2 lutego 1968 w obwodzie czerniowieckim, Ukraińska SRR) – ukraiński piłkarz pochodzenia żydowskiego, grający na pozycji napastnika, a wcześniej obrońcy, reprezentant Ukrainy, trener piłkarski.

## Kariera piłkarska

### Kariera klubowa
Jest wychowankiem Bukowyny Czerniowce, w którym w 1986 rozpoczął karierę piłkarską. W 1988 został piłkarzem klubu Zaria Bielce. W 1990 powrócił do Bukowyny, a w następnym roku przeszedł do Hałyczyny Drohobycz. Sezon 1992 ponownie rozpoczął w Bukowynie. Występował potem w klubach Dnipro Dniepropetrowsk i Nywa Winnica, ale zawsze wracał do Bukowyny. Karierę piłkarską zakończył w FK Czerkasy.

### Kariera reprezentacyjna
26 sierpnia 1994 debiutował w narodowej reprezentacji Ukrainy w zremisowanym 1:1 meczu towarzyskim z Zjednoczonymi Emiratami Arabskimi, strzelając debiutowego gola. Łącznie rozegrał 4 mecze i strzelił 1 gola.

## Kariera trenerska
Po zakończeniu kariery piłkarskiej wyjechał na stałe do Niemiec, gdzie pełnił funkcje grającego trenera w drużynach niższych lig DJK Utzenhofen i FSV Gärbershof.

## Sukcesy i odznaczenia

### Sukcesy klubowe
- mistrz Drugiej Ligi ZSRR, strefy zachodniej: 1990
- brązowy medalista Mistrzostw Ukrainy: 1995